# Académie des sports
L'Académie des sports est une institution française fondée en 1905 sous la présidence de Justinien Clary. Sur le modèle des autres académies françaises, ce collège de 50 membres réunit des personnalités afin de réfléchir aux enjeux du sport. C'est un organe consultatif qui se situe à Paris. L'Académie attribue également des récompenses. Ces dernières récompensent non seulement les sportifs français de haut niveau mais aussi les jeunes scolaires.

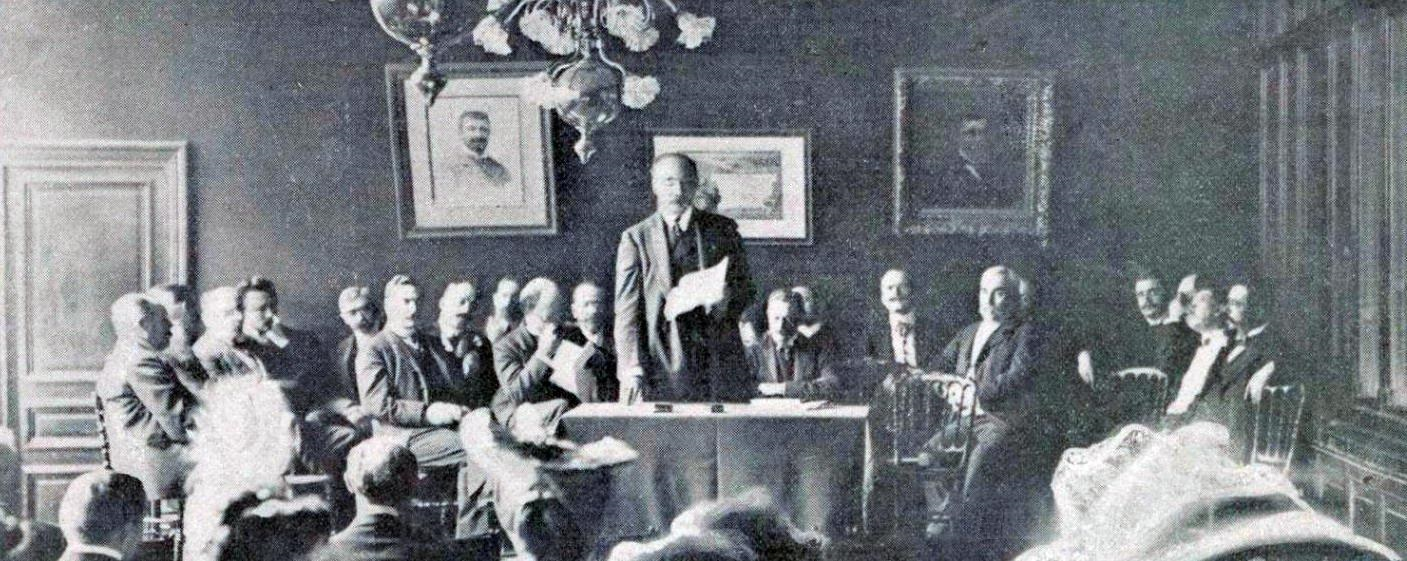
Réunion de l'Académie des Sports en mai 1906 en séance publique annuelle à la bibliothèque de l'ACF, Président alors le Prince Pierre d'Arenberg et intervenant ici le comte de La Vaulx.

## Historique
Fondée en 1905 à la suite d’une enquête du quotidien sportif L'Auto, l'Académie des sports est fondée en 1905 sous la présidence de Justinien Clary. Dès 1911 elle décerne chaque année un prix de l’éducation et des trophées aux meilleurs athlètes français et étrangers. Ceux-ci se sont diversifiés et multipliés depuis.

## Membres
L'Académie comprend un bureau de dix membres, élus pour trois ans, et deux membres d'honneur :
- Président : Patrick Werner
- Vice-président : Arnold de Contades
- Secrétaire général : Jean Durry
- Trésorier : André de Saint-Sauveur
- Président d'honneur : Emmanuel Rodocanachi
- Vice-président d'honneur : Serge Kampf

Les membres du bureau exécutif incluent Christian Peugeot, Marie-Claire Restoux, Patrick Schamasch et Gérard de Waldner.
À ceux-là, viennent s'ajouter 34 académiciens incluant Pierre Albaladéjo, Michèle Alliot-Marie, Roger Bambuck, Alain Calmat, Philippe Carle, Christian Châtillon, Nicole Péllissard-Darrigrand, Pierre Durand, Claude-Louis Gallien - membre d'honneur, Claudie Haigneré, François Morinière, Pierre-Paul Heckly, François Lafon, Jean Gachassin, Jean-François Lamour, Pierre Mazeaud, Cécilia Mourgue d'Algue - membre d'honneur, Anne d'Ornano, Frédéric Pietruszka, Gérard Saillant, Lally Segard - membre d'honneur, Roger Taillibert, Jean-Philippe Thierry et Jean Todt.

## Grand prix Serge-Kampf
L'Académie attribue chaque année de nombreux prix dont un grand prix annuel, le prix Serge-Kampf, qui récompense depuis 1955 le plus bel exploit sportif accompli dans le monde, l’année précédente, par un athlète français ou étranger.
| Année | Lauréat                         |
| ----- | ------------------------------- |
| 1956  | Toni Sailer                     |
| 1957  | Juan Manuel Fangio              |
| 1958  | Herbert Elliott                 |
| 1959  | Vasily Kuznetsov                |
| 1960  | Rafer Johnson                   |
| 1961  | Anton Geesink                   |
| 1962  | Valeriy Brumel                  |
| 1963  | Walter Bonatti                  |
| 1964  | Éric Tabarly                    |
| 1965  | Jim Clark                       |
| 1966  | Ron Clarke                      |
| 1967  | Jean-Claude Killy               |
| 1968  | Al Oerter                       |
| 1969  | Eddy Merckx                     |
| 1970  | Pelé                            |
| 1971  | Shane Gould et Vassili Alexeiev |
| 1972  | Mark Spitz                      |
| 1973  | Jackie Stewart                  |
| 1974  | Irena Szewińska                 |
| 1975  | Tim Shaw                        |
| 1976  | Nadia Comăneci                  |
| 1977  | Niki Lauda                      |

| Année | Lauréat                                                                    |
| ----- | -------------------------------------------------------------------------- |
| 1978  | Henry Rono                                                                 |
| 1979  | Sebastian Coe                                                              |
| 1980  | Eric Heiden                                                                |
| 1981  | Yasuhiro Yamashita                                                         |
| 1982  | Daley Thompson                                                             |
| 1983  | John Bertrand                                                              |
| 1984  | Edwin Moses                                                                |
| 1985  | Sergueï Bubka                                                              |
| 1986  | Reinhold Messner                                                           |
| 1987  | Ben Johnson                                                                |
| 1988  | Steffi Graf                                                                |
| 1989  | Alain Prost                                                                |
| 1990  | Jean-Charles Trouabal, Daniel Sangouma, Max Morinière, et Bruno Marie-Rose |
| 1991  | Gérard d'Aboville                                                          |
| 1992  | Vitaly Scherbo                                                             |
| 1993  | Javier Sotomayor                                                           |
| 1994  | Isabelle Autissier                                                         |
| 1995  | Miguel Indurain                                                            |
| 1996  | Marie-José Pérec                                                           |
| 1997  | Wilson Kipketer                                                            |
| 1998  | Bjørn Dæhlie                                                               |

| Année | Lauréat                                             |
| ----- | --------------------------------------------------- |
| 1999  | Hicham El Guerrouj                                  |
| 2000  | David Douillet                                      |
| 2001  | Michael Schumacher                                  |
| 2002  | Ronaldo                                             |
| 2003  | Ernesto Bertarelli                                  |
| 2004  | Lance Armstrong                                     |
| 2005  | Roger Federer                                       |
| 2006  | Laure Manaudou                                      |
| 2007  | Haile Gebrselassie                                  |
| 2008  | Rafael Nadal                                        |
| 2009  | Usain Bolt                                          |
| 2010  | Franck Cammas                                       |
| 2011  | Sebastian Vettel                                    |
| 2012  | Teddy Riner Tony Estanguet                          |
| 2013  | Tony Parker                                         |
| 2014  | Renaud Lavillenie                                   |
| 2015  | Dan Carter                                          |
| 2016  | Martin Fourcade                                     |
| 2017  | équipes de France de handball masculine et féminine |
| 2018  | Kevin Mayer                                         |

## Grand prix Olympique
L'Académie récompense depuis 1964 par le biais du grand prix Olympique un sportif ou une sportive française, à titre personnel ou groupe, qui a réalisé une performance exceptionnelle à l'occasion des Jeux olympiques d'été ou d'hiver. Il est nommé Prix Arnold de Contades depuis 2010 .
| Année | Lieu des Jeux                     | Lauréat                   | Palmarès                                                             |
| ----- | --------------------------------- | ------------------------- | -------------------------------------------------------------------- |
| 1964  | Jeux olympiques de Tokyo          | Pierre Jonquères d'Oriola | Champion olympique de jumping                                        |
| 1968  | Jeux olympiques de Grenoble       | Jean-Claude Killy         | Champion olympique de descente, de slalom spécial et de slalom géant |
| 1972  | Jeux olympiques de Munich         | Serge Maury               | Champion olympique de voile                                          |
| 1972  | Jeux olympiques de Munich         | Daniel Morelon            | Champion olympique de cyclisme (vitesse)                             |
| 1976  | Jeux olympiques de Montréal       | Guy Drut                  | Champion olympique du 110 m haies                                    |
| 1984  | Jeux olympiques de Los Angeles    | Pierre Quinon             | Champion olympique du saut à la perche                               |
| 1988  | Jeux olympiques de Séoul          | Pierre Durand             | Champion olympique d'équitation (sauts d’obstacles)                  |
| 1988  | Jeux olympiques de Séoul          | Jean-François Lamour      | Champion olympique individuel de sabre                               |
| 1992  | Jeux olympiques d'Albertville     | Fabrice Guy               | Champion olympique du combiné nordique                               |
| 1992  | Jeux olympiques de Barcelone      | Marie-José Pérec          | Championne olympique du 400 m                                        |
| 1996  | Jeux olympiques d'Atlanta         | David Douillet            | Champion olympique de Judo                                           |
| 1996  | Jeux olympiques d'Atlanta         | Jean Galfione             | Champion olympique de Saut à la Perche                               |
| 2000  | Jeux olympiques de Sydney         | Félicia Ballanger         | Championne olympique de cyclisme (vitesse)                           |
| 2000  | Jeux olympiques de Sydney         | Tony Estanguet            | Champion olympique de Canoë-kayak                                    |
| 2002  | Jeux olympiques de Salt Lake City | Carole Montillet          | Championne olympique de Descente                                     |
| 2004  | Jeux olympiques d'Athènes         | Laure Manaudou            | Championne olympique du 400 m nage libre                             |
| 2006  | Jeux olympiques de Turin          | Antoine Dénériaz          | Champion olympique de Descente                                       |
| 2008  | Jeux olympiques de Pékin          | Alain Bernard             | Champion olympique du 100 m nage libre                               |
| 2010  | Jeux olympiques de Vancouver      | Jason Lamy-Chappuis       | Champion olympique de Combiné nordique                               |
| 2012  | Jeux olympiques de Londres        | Yannick Agnel             | Champion olympique du 200 m et du 4 × 100 m nage libre               |
| 2014  | Jeux olympiques de Sotchi         | Martin Fourcade           | Champion olympique de biathlon en Individuel et en Poursuite         |
| 2016  | Jeux olympiques de Rio de Janeiro | Équipe de France de boxe  | Deux médailles d'or, deux d'argent et deux de bronze                 |

## Autres prix et récompenses
Sont également décernés :
- Prix Monique-Berlioux, pour récompenser la performance féminine la plus remarquable de l'année écoulée.
- Prix Henry-Deutsch-de-la-Meurthe ou Prix du Progrès, pour un fait sportif ayant entraîné un progrès matériel, scientifique ou moral pour l'humanité
- Prix Marie-Christine-Ubald-Bocquet (anciennement Prix Virginie Hériot (1934-1973) puis Prix Guy Wildenstein (1973-2008), décerné soit à un athlète, soit à un groupement sportif, dont la carrière ou l'œuvre d'éducation physique et sportive constituent un exemple
- Prix de la Ville de Paris, pour un acte sportif révélateur de qualités humaines exceptionnelles
- Prix Henri-Desgrange ou Prix Sport et Culture, pour le journaliste, auteur ou artiste français ayant dans l'exercice de sa profession le mieux servi la cause sportive
- Prix Roland-Peugeot ou Prix des Sports mécaniques et motorisés, pour le plus bel exploit accompli dans les sports mécaniques. Il est créé en 1957 par Jean-Pierre Peugeot, est appelé prix Robert-Peugeot en souvenir de son père[2]. En 1966, Roland Peugeot est devenu le donateur de ce prix, puis son fils Christian et le prix porte désormais le nom de son père.
- Prix Claude-Foussier ou Prix de la Nature, pour la meilleure performance dans les sports de tir, hippiques, cynégétiques ou dans le domaine de la qualité de la vie
- Prix François-Lafon ou Prix de l'Espoir, au meilleur espoir français
- Prix Jean-Philippe-Thierry de la meilleure équipe
- Prix Pierre-Paul-Heckly ou Patrick-Werner, pour le meilleur éducateur ou dirigeant sportif
- Prix André-de-Saint-Sauveur, pour l'auteur d'un exploit sportif original
- Prix Alain-Danet (anciennement Prix Jean-Claude-Killy) ou Prix de la Réussite, récompensant un sportif français ayant atteint dans sa carrière athlétique un haut niveau international, puis obtenu une réussite professionnelle remarquable
- Prix Jean-Luc-Chartier, destiné à récompenser une personnalité, athlète, dirigeant, écrivain, ayant au cours de sa vie, œuvré en faveur de la Francophonie et du sport
- Les médailles de l'Académie des sports
- Les diplômes d'honneur

En outre, depuis 1975, le prix de l'éducation récompense chaque année les élèves de première qui allient pratique sportive de haut niveau, excellence dans les études et engagement citoyen.